# Campeonato Mundial de Raid
El Campeonato Mundial de Raid es la máxima competición internacional de la disciplina hípica de raid. Se realiza cada año par desde 1986 bajo la organización de la Federación Ecuestre Internacional (FEI). Desde 1990 se celebra en los años que hay Juegos Ecuestres Mundiales en el marco de los mismos.
Estados Unidos ha dominado esta disciplina ecuestre con 9 títulos mundiales (7 individual y 2 por equipos) y un total de 17 medallas, le siguen los Emiratos Árabes Unidos con 8 títulos (5 individual y 3 por equipos) y un total de 17 medallas. Francia ocupa el tercer lugar con 7 títulos (uno individual y 6 por equipos) y 26 medallas.

## Individual
| Núm.  | Año  | Sede                                | Oro                                                                     | Plata                                                                            | Bronce                                                                |
| ----- | ---- | ----------------------------------- | ----------------------------------------------------------------------- | -------------------------------------------------------------------------------- | --------------------------------------------------------------------- |
| I     | 1986 | Pratoni del Vivaro · ( Italia)      | Cassandra Schuler (Shikos Omar) Estados Unidos                          | Jeannie Waldron (Cher Abu) Estados Unidos                                        | Bernard Dornsiepen (Drago) RFA                                        |
| II    | 1988 | Front Royal ( Estados Unidos)       | Becky Hart (Grand Sultan) Estados Unidos                                | John Crandall (Grisha) Estados Unidos                                            | Jeannie Waldron (Cher Abu) Estados Unidos                             |
| III   | 1990 | Estocolmo · ( Suecia)               | Becky Hart (Grand Sultan) Estados Unidos                                | Jane Donovan (Ibriz) Reino Unido                                                 | June Petersen (Abbeline Lionel) Australia                             |
| IV    | 1992 | Barcelona · ( España)               | Becky Hart (Grand Sultan) Estados Unidos                                | Bénédicte Aiger (Sunday d'Aurabelle) Francia                                     | Maggie Price (Ramegwa Kanavyann) Estados Unidos                       |
| V     | 1994 | La Haya · ( Países Bajos)           | Valerie Kanavy (Pieraz) Estados Unidos                                  | Dennis Pesce (Melfenik) Francia                                                  | Stéphane Fleury (Roch) Francia                                        |
| VI    | 1996 | Fort Riley ( Estados Unidos)        | Danielle Kanavy (Pieraz) Estados Unidos                                 | Valerie Kanavy (TK Fire 'n Gold) Estados Unidos                                  | Jacques David (Nelson) Francia                                        |
| VII   | 1998 | Roma · ( Italia)                    | Valerie Kanavy (High Winds Jedi) Estados Unidos                         | Fausto Fiorucci · (Faris Jabar) · Italia                                         | Daisuke Yasunaga (Natsu) Japón                                        |
| VIII  | 2000 | Compiègne ( Francia)                | Maya-Killa Perringérard (Varoussa) Francia                              | Cécile Miletto (Dynamik) Francia                                                 | Dominique Payen (Nida) Francia                                        |
| IX    | 2002 | Jerez de la Frontera · ( España)    | Ahmed bin Mohamed Al Maktum · (Bowman) · Emiratos Árabes Unidos         | Antonio Rosi · (Alex Raggio di Sole) · Italia                                    | Sunny Demedy (Fifi du Bagnas) Francia                                 |
| X     | 2005 | Dubái · ( Emiratos Árabes Unidos)   | Hazza bin Sultan Al Nahyan · (Hachim) · Emiratos Árabes Unidos          | Barbara Lissarague (Georgat) Francia                                             | Mohamed bin Rashid Al Maktum · (Nashmi) · Emiratos Árabes Unidos      |
| XI    | 2006 | Aquisgrán · ( Alemania)             | Miguel Vila Ubach · (Hungares) · España                                 | Virginie Atger (Kangoo d'Aurabelle) Francia                                      | Elodie le Labourier (Sangho Limousian) Francia                        |
| XII   | 2008 | Terengganu ( Malasia)               | María Mercedes Álvarez Pontón · (Nobby) · España                        | Agustín Vita (Barak) Argentina                                                   | Ahmed Sultan bin Sulayem · (Tazoul el Parry) · Emiratos Árabes Unidos |
| XIII  | 2010 | Lexington ( Estados Unidos)         | María Mercedes Álvarez Pontón · (Nobby) · España                        | Mohamed bin Rashid Al Maktum · (Ciel Oriental) · Emiratos Árabes Unidos          | Hamdan bin Mohamed Al Maktum · (SAS Alexis) · Emiratos Árabes Unidos  |
| XIV   | 2012 | Euston ( Reino Unido)               | Mohamed bin Rashid Al Maktum · (Madji du Pont) · Emiratos Árabes Unidos | Rashid bin Dalmook Al Maktum · (Yamamah) · Emiratos Árabes Unidos                | Ali Jalfan Al Yahuri · (Vendaval) · Emiratos Árabes Unidos            |
| XV    | 2014 | Caen ( Francia)                     | Hamdan bin Mohamed Al Maktum · (Yamamah) · Emiratos Árabes Unidos       | Marijke Visser · (Laiza de Jalima) · Países Bajos                                | Abdulrahman Saad Al Sulaiteen (Koheilan Kincso) Catar                 |
| XVI   | 2016 | Šamorín · ( Eslovaquia)             | Jaume Puntí Dachs · (Twyst Maison Blanche) · España                     | Alex Luque Moral · (Calandria Ph) · España                                       | Naser Bin Hamad Al Jalifa (Waterlea Dawn Treader) Baréin              |
| XVII  | 2018 | Tryon ( Estados Unidos)             | Prueba cancelada                                                        | Prueba cancelada                                                                 | Prueba cancelada                                                      |
| XVIII | 2021 | San Rossore · ( Italia)             | Salem Hamad Al Kitbi · (Haleh) · Emiratos Árabes Unidos                 | Mansur Al Faresi · (Birmann Aya) · Emiratos Árabes Unidos                        | Boni Viada de Vivero · (As Embrujo) · Chile                           |
| XIX   | 2023 | Butheeb · ( Emiratos Árabes Unidos) | Naser Bin Hamad Al Jalifa (Darco La Majorie) Baréin                     | Salem Hamad Saeed Malhuf Al Kitbi · (Haleh) · Emiratos Árabes Unidos             | Jaume Puntí Dachs · (Echo Falls) · España                             |
| XX    | 2024 | Monpazier ( Francia)                | Naser Bin Hamad Al Jalifa (Everest La Majorie) Baréin                   | Saeed Ahmad Yaber Abdulá Al Harbi · (Castlebar Cadabra) · Emiratos Árabes Unidos | Mélody Théolissat (Yalla de Jalima) Francia                           |

### Medallero histórico
- Actualizado a Monpazier 2024.

| Núm. | País                   | Oro | Plata | Bronce | Total |
| ---- | ---------------------- | --- | ----- | ------ | ----- |
| 1    | Estados Unidos         | 7   | 3     | 2      | 12    |
| 2    | Emiratos Árabes Unidos | 5   | 5     | 4      | 14    |
| 3    | España                 | 4   | 1     | 1      | 6     |
| 4    | Baréin                 | 2   | 0     | 1      | 3     |
| 5    | Francia                | 1   | 5     | 6      | 12    |
| 6    | Italia                 | 0   | 2     | 0      | 2     |
| 7    | Argentina              | 0   | 1     | 0      | 1     |
| 7    | Reino Unido            | 0   | 1     | 0      | 1     |
| 7    | Países Bajos           | 0   | 1     | 0      | 1     |
| 10   | Alemania               | 0   | 0     | 1      | 1     |
| 10   | Australia              | 0   | 0     | 1      | 1     |
| 10   | Catar                  | 0   | 0     | 1      | 1     |
| 10   | Chile                  | 0   | 0     | 1      | 1     |
| 10   | Japón                  | 0   | 0     | 1      | 1     |
|      | TOTAL                  | 19  | 19    | 19     | 57    |

## Por equipos
| Núm.  | Año  | Sede                                | Oro                    | Plata            | Bronce           |
| ----- | ---- | ----------------------------------- | ---------------------- | ---------------- | ---------------- |
| I     | 1986 | Pratoni del Vivaro · ( Italia)      | Reino Unido            | Estados Unidos   | Francia          |
| II    | 1988 | Front Royal ( Estados Unidos)       | Estados Unidos         | Canadá           | Francia          |
| III   | 1990 | Estocolmo · ( Suecia)               | Reino Unido            | Bélgica          | España           |
| IV    | 1992 | Barcelona · ( España)               | Francia                | Estados Unidos   | España           |
| V     | 1994 | La Haya · ( Países Bajos)           | Francia                | España           | Australia        |
| VI    | 1996 | Fort Riley ( Estados Unidos)        | Estados Unidos         | Francia          | Suiza            |
| VII   | 1998 | Dubái · ( Emiratos Árabes Unidos)   | Nueva Zelanda          | Estados Unidos   | Australia        |
| VIII  | 2000 | Compiègne ( Francia)                | Australia              | Reino Unido      | Suecia           |
| IX    | 2002 | Jerez de la Frontera · ( España)    | Francia                | Italia           | Australia        |
| X     | 2005 | Dubái · ( Emiratos Árabes Unidos)   | Italia                 | Australia        | Bélgica          |
| XI    | 2006 | Aquisgrán · ( Alemania)             | Francia                | Suiza            | Portugal         |
| XII   | 2008 | Terengganu ( Malasia)               | Emiratos Árabes Unidos | Catar            | Baréin           |
| XIII  | 2010 | Lexington ( Estados Unidos)         | Emiratos Árabes Unidos | Francia          | Alemania         |
| XIV   | 2012 | Euston ( Reino Unido)               | Emiratos Árabes Unidos | Francia          | Omán             |
| XV    | 2014 | Caen ( Francia)                     | España                 | Francia          | Suiza            |
| XVI   | 2016 | Šamorín · ( Eslovaquia)             | España                 | Francia          | Países Bajos     |
| XVII  | 2018 | Tryon ( Estados Unidos)             | Prueba cancelada       | Prueba cancelada | Prueba cancelada |
| XVIII | 2021 | San Rossore · ( Italia)             | España                 | Brasil           | Francia          |
| XIX   | 2023 | Butheeb · ( Emiratos Árabes Unidos) | Francia                | Portugal         | Italia           |
| XX    | 2024 | Monpazier ( Francia)                | Francia                | China            | Malasia          |

### Medallero histórico
- Actualizado a Monpazier 2024.

| Núm. | País                   | Oro | Plata | Bronce | Total |
| ---- | ---------------------- | --- | ----- | ------ | ----- |
| 1    | Francia                | 6   | 5     | 3      | 14    |
| 2    | España                 | 3   | 1     | 2      | 6     |
| 3    | Emiratos Árabes Unidos | 3   | 0     | 0      | 3     |
| 4    | Estados Unidos         | 2   | 3     | 0      | 5     |
| 5    | Reino Unido            | 2   | 1     | 0      | 3     |
| 6    | Australia              | 1   | 1     | 3      | 5     |
| 7    | Italia                 | 1   | 1     | 1      | 3     |
| 8    | Nueva Zelanda          | 1   | 0     | 0      | 1     |
| 9    | Suiza                  | 0   | 1     | 2      | 3     |
| 10   | Bélgica                | 0   | 1     | 1      | 2     |
| 10   | Portugal               | 0   | 1     | 1      | 2     |
| 12   | Brasil                 | 0   | 1     | 0      | 1     |
| 12   | Canadá                 | 0   | 1     | 0      | 1     |
| 12   | China                  | 0   | 1     | 0      | 1     |
| 12   | Catar                  | 0   | 1     | 0      | 1     |
| 16   | Alemania               | 0   | 0     | 1      | 1     |
| 16   | Baréin                 | 0   | 0     | 1      | 1     |
| 16   | Malasia                | 0   | 0     | 1      | 1     |
| 16   | Omán                   | 0   | 0     | 1      | 1     |
| 16   | Países Bajos           | 0   | 0     | 1      | 1     |
| 16   | Suecia                 | 0   | 0     | 1      | 1     |
|      | TOTAL                  | 19  | 19    | 19     | 57    |

## Medallero histórico total
- Actualizado a Monpazier 2024.

| Núm. | País                   | Oro | Plata | Bronce | Total |
| ---- | ---------------------- | --- | ----- | ------ | ----- |
| 1    | Estados Unidos         | 9   | 6     | 2      | 17    |
| 2    | Emiratos Árabes Unidos | 8   | 5     | 4      | 17    |
| 3    | Francia                | 7   | 10    | 9      | 26    |
| 4    | España                 | 7   | 2     | 3      | 12    |
| 5    | Reino Unido            | 2   | 2     | 0      | 4     |
| 9    | Baréin                 | 2   | 0     | 2      | 4     |
| 7    | Italia                 | 1   | 3     | 1      | 5     |
| 8    | Australia              | 1   | 1     | 4      | 6     |
| 9    | Nueva Zelanda          | 1   | 0     | 0      | 1     |
| 10   | Suiza                  | 0   | 1     | 2      | 3     |
| 11   | Bélgica                | 0   | 1     | 1      | 2     |
| 11   | Catar                  | 0   | 1     | 1      | 2     |
| 11   | Países Bajos           | 0   | 1     | 1      | 2     |
| 11   | Portugal               | 0   | 1     | 1      | 2     |
| 15   | Argentina              | 0   | 1     | 0      | 1     |
| 15   | Brasil                 | 0   | 1     | 0      | 1     |
| 15   | Canadá                 | 0   | 1     | 0      | 1     |
| 15   | Canadá                 | 0   | 1     | 0      | 1     |
| 19   | Alemania               | 0   | 0     | 2      | 2     |
| 20   | Chile                  | 0   | 0     | 1      | 1     |
| 20   | Japón                  | 0   | 0     | 1      | 1     |
| 20   | Malasia                | 0   | 0     | 1      | 1     |
| 20   | Omán                   | 0   | 0     | 1      | 1     |
| 20   | Suecia                 | 0   | 0     | 1      | 1     |
|      | TOTAL                  | 38  | 38    | 38     | 114   |